# Miss Peregrine's Home for Peculiar Children (filme)
Miss Peregrine's Home for Peculiar Children (Brasil: O Lar das Crianças Peculiares / Portugal: A Casa da Senhora Peregrine para Crianças Peculiares) é uma adaptação fílmica norte-americana de aventura e fantasia, baseada no livro homônimo de Ransom Riggs. Com roteiro de Jane Goldman e direção de Tim Burton, é estrelado por Asa Butterfield, Eva Green, Ella Purnell e Samuel L. Jackson.
O filme estreou nos cinemas dos Estados Unidos em 30 de setembro de 2016. No Brasil estreou em 29 de setembro de 2016.

## Enredo
Quando seu querido avô falece deixando pistas sobre um lugar mágico, Jacob viaja para uma ilha galesa e encontra um orfanato abandonado. Lá, o mistério e o perigo se aprofundam quando ele começa a conhecer o local e os seus moradores: crianças com poderes especiais conhecidas como peculiares e a Senhorita Peregrine, uma peculiar que comanda o orfanato e cuida dos jovens. Jacob também conhece os acólitos e etérios, inimigos poderosos de seus novos amigos, e, em última análise, descobre que apenas a sua própria peculiaridade especial pode salvá-los.

## Elenco

### Os Peculiares
Ramo oculto de qualquer espécie, seja humana ou animal, com traços sobrenaturais. Na antiguidade eram respeitados, porém atualmente são perseguidos e vivem escondidos.

#### Os Adultos Peculiares
- Eva Green como Senhorita Alma LeFay Peregrine, a diretora muito cuidadosa do orfanato. Pertence a espécie peculiar Ymbryne, que pode se transformar em um falcão-peregrino e manipular o tempo.
- Terence Stamp como Abraham "Abe" Portman, o avô de Jacob que pode ver os etérios invisíveis.
  - Callum Wilson Como o jovem Abe.[2]
- Judi Dench como Senhorita Esmeralda Avocet, a diretora Ymbryne de outro orfanato para crianças peculiares, que escapa para o Lar da Srta. Peregrine depois que os capangas de Barron invadem sua fenda de tempo e matam suas crianças. Ela, assim como Srta. Peregrine, pode manipular o tempo e se transformar em um pássaro Avocet.

#### As Crianças Peculiares
- Asa Butterfield como Jacob "Jake" Portman, um adolescente de 16 anos e neto de Abraham. Visita o Lar da Srta. Peregrine para Crianças Peculiares e lhe é dada, pela Srta. Peregrine, a tarefa/promessa de proteger as Crianças Peculiares. Sua peculiaridade é conseguir enxergar os etérios.
  - Aiden Flowers como Jacob de 10 anos de idade.
  - Nicholas Oteri como Jacob de 6 anos de idade.
- Ella Purnell como Emma Bloom, uma adolescente aerocinética, que pode respirar e criar bolhas líquidas dentro d'água. Ela é mais leve do que o ar, e deve sempre usar sapatos de chumbo ou uma alça para evitar flutuar. Ela é a paixão de Jacob.
- Finlay MacMillan como Enoch O'Connor, um adolescente que pode ressuscitar os mortos e trazer à vida objetos inanimados por um tempo limitado, colocando um coração dentro. Ele é a paixão de Olive.
- Lauren McCrostie como Olive Abroholos Elephanta, uma adolescente pirocinética que tem uma paixão por Enoch. Ela tem que usar sempre luvas, para evitar queimar tudo o que toque.
- Cameron King como Millard Nullings, um menino com pele invisível, só é possível vê-lo se ele estiver usando roupas.
- Pixie Davies como Bronwyn Bruntley, irmã mais nova de Victor e uma menina super-forte.[3]
- Georgia Pemberton como Fiona Frauenfeld, uma jovem que pode controlar e manter plantas.
- Milo Parker como Hugh Apiston, um menino com abelhas no estômago, as quais ele pode soprar ou sugar.
- Raffiella Chapman como Claire Densmore, uma menina com uma boca extra cheia de dentes afiados atrás de sua cabeça.
- Hayden Keeler-Stone como Horace Somnusson, um menino elegante que pode projetar seus sonhos através de um monóculo; esses sonhos são às vezes proféticos.
- Joseph e Thomas Odwell como os gêmeos, dois garotos gêmeos mascarados, que possuem pele paralisante.
- Louis Davison como Victor Bruntley, Irmão mais velho de Bronwyn, que também tem super-força. Ele foi morto por um etério antes do filme.

### Os acólitos
No passado, alguns peculiares queriam dominar o mundo e, numa experiência malsucedida se transformaram em etérios, monstros invisíveis que devoram almas de peculiares. Quando um etério consome almas peculiares suficientes, se transforma num acólito, semelhante a um ser humano normal, exceto pelos olhos sem pupilas.
- Samuel L. Jackson como Mr. Barron, o líder dos acólitos e etérios. Barron e seus colegas, os acólitos e etérios caçam peculiares e devoram seus olhos na esperança de recuperar a forma humana. Sua peculiaridade é mudar de forma, com exceção de seus brilhantes olhos brancos leitosos (ele tem que usar lentes de contato), permitindo-lhe também disfarçar-se e formar lâmina, machado etc com suas próprias mãos.
  - Allison Janney como Dra. Nancy Golan, a psiquiatra de Jacob que atua como disfarce para o Sr. Barron.
  - Rupert Everett como John Lemmon, um ornitologista que também atua como um outro disfarce do Sr. Barron.
- Scott Handy como Mr. Gleeson, um acólito que tem como peculiaridade a criocinese, podendo congelar tudo o que toca.
- Helen Day como Srta. Edwards, uma mulher acólita meio símio com grande agilidade, destreza e mobilidade.
- Jack Brady como Mr. Clark, um acólito.
- Philip Philmar como Mr. Archer, um acólito.

### Humanos
- Chris O'Dowd como Franklin Portman, marido de Maryann, pai distante de Jake e filho de Abe.[4]
- Kim Dickens como Maryann Portman, mulher de Franklin, cautelosa mãe de Jacob.
- Jennifer Jarackas como Susie Portman, irmã de Franklin e tia de Jake, que dá a ele um presente de seu pai Abraham.
- George Vricos como Bobby, marido de Susie e o tio de Jake.
- O-Lan Jones como Shelly, supervisora e colega de trabalho de Jacob.
- Shaun Thomas e Justin Davis como Dylan e Worm, dois adolescentes bad boys que Jake conhece na ilha em Cairnholm

## Dublagem brasileira
Estúdio de dublagem - Delart
- Direção de Dublagem: Hércules Franco[5]
- Cliente: Fox[5]
- Tradução: Dilma Machado[5]
- Técnico(s) de Gravação: Léo Santos / Rodrigo Oliveira[5]

Dubladores
- Jake: Fabricio Vila Verde[5]
- Emma: Ana Elena Bittencourt[5]
- Srta. Peregrine: Fernanda Baronne[5]
- Frank: Reginaldo Primo[5]
- Barron: Márcio Simões[5]
- Enoch: Yan Gesteira[5]
- Abe: Pietro Mário[5]
- Fiona: Isabelle Cunha[5]
- Millard: Arthur Salerno[5]
- Hugh: Rafael Mezadri[5]
- Olive: Carina Eiras[5]
- Horace: Wirley Contaifer[5]
- Bronwyn: Isabella Koppel[5]
- Ornitologista: Ricardo Schnetzer[5]
- Claire: Carol Murai[5]
- Srta. Avocet: Geisa Vidal[5]
- Golan: Mariangela Cantú[5]
- Verme: Fred Mascarenhas[5]
- Dylan: Alexandre Drummond[5]
- Kev: José Augusto Sendim[5]
- Shelley: Dilma Machado[5]
- Srta. Edwards: Márcia Coutinho[5]
- Oggy: Mário Monjardim
- Sr. Archer: Rodrigo Oliveira[5]

## Produção
Em 17 de maio de 2011, os direitos de Miss Peregrine's Home for Peculiar Children foram vendidos para a 20th Century Fox. Chernin Entertainment também assinou contrato para produzir o filme com os produtores Peter Chernin, Dylan Clark e Jenno Topping. Em 15 de novembro, o Deadline.com informou que Tim Burton estava em negociações para dirigir o filme, e que também estaria envolvido com o estúdio na definição de um escritor para adaptar o livro. Em 2 de dezembro, Jane Goldman foi alegadamente contratada para adaptar a história como um roteiro para o filme, enquanto Burton ainda não estava confirmado.

### Escolha do elenco
Em 28 de julho de 2014, Eva Green foi definida para interpretar a Senhorita Peregrine. Em 24 de setembro, foi anunciado que Asa Butterfield era a escolha de Burton para o papel principal, embora ainda não tivesse recebido uma oferta oficial. Em 5 de novembro, foi anunciado que Ella Purnell estava em negociações finais para um papel no filme, e que Asa Butterfield era o único favorito para o papel principal masculino e também estava em negociação.
Em 6 de fevereiro de 2015, Samuel L. Jackson foi adicionado ao elenco para interpretar Barron, enquanto Asa Butterfield foi confirmado para o papel principal. Em 12 de março, Terence Stamp, Chris O'Dowd, Rupert Everett, Kim Dickens e Judi Dench foram anunciados como parte do elenco.

### Filmagens
Em 16 de abril de 2014, foi anunciado que as filmagens iriam começar no mês de agosto em Londres.
Em 17 de fevereiro de 2015, foi anunciado que algumas partes do filme seriam filmadas em Londres. Em 24 de fevereiro, a filmagem começou na Área da baía de Tampa, Flórida. As filmagens duraram duas semanas no Condado de Hillsborough e no Condado de Pinellas. É o segundo filme de Tim Burton que foi filmado na Área da baía de Tampa, sendo o primeiro Edward Scissorhands, em 1989. A produção do filme, mais tarde, mudou-se para Cornualha e Blackpool, no Reino Unido e na Bélgica.

## Lançamento
O filme foi anteriormente definido para ser lançado em 31 de julho de 2015. Mais tarde, em agosto de 2014, a data foi transferida para 4 de março de 2016, porque a produção foi definida para começar em fevereiro de 2015, tornando difícil dele ser finalizado até a data de lançamento original. A data oficial de estreia foi 30 de setembro de 2016, nos Estados Unidos e no Brasil dia 29 de Setembro de 2016.

## Recepção
Miss Peregrine's Home for Peculiar Children recebeu críticas mistas dos críticos. No Rotten Tomatoes, o filme tem um índice de aprovação de 64%, com o consenso crítico do site elogiando mais o visual do que a narrativa do filme. No Metacritic, o filme tem uma pontuação de 59 em 100, indicando "avaliações mistas ou média".